# Grand Prix Japonska 1976
Grand Prix Japonska 1976 (oficiálně Formula One World Championship in Japan) se jela na okruhu Fuji Speedway v Ojamě v Japonsku dne 24. října 1976. Závod byl šestnáctým a zároveň posledním v pořadí v sezóně 1976 šampionátu Formule 1.

## Kvalifikace
| Poř.   | No. | Jezdec             | Konstruktér        | Čas     | Ztráta |
| ------ | --- | ------------------ | ------------------ | ------- | ------ |
| 1      | 5   | Mario Andretti     | Lotus-Ford         | 1:12.77 | —      |
| 2      | 11  | James Hunt         | McLaren-Ford       | 1:12.80 | +0.03  |
| 3      | 1   | Niki Lauda         | Ferrari            | 1:13.08 | +0.31  |
| 4      | 28  | John Watson        | Penske-Ford        | 1:13.29 | +0.52  |
| 5      | 3   | Jody Scheckter     | Tyrrell-Ford       | 1:13.31 | +0.54  |
| 6      | 8   | Carlos Pace        | Brabham-Alfa Romeo | 1:13.43 | +0.66  |
| 7      | 2   | Clay Regazzoni     | Ferrari            | 1:13.64 | +0.87  |
| 8      | 9   | Vittorio Brambilla | March-Ford         | 1:13.72 | +0.95  |
| 9      | 10  | Ronnie Peterson    | March-Ford         | 1:13.85 | +1.08  |
| 10     | 51  | Masahiro Hasemi    | Kojima-Ford        | 1:13.88 | +1.11  |
| 11     | 26  | Jacques Laffite    | Ligier-Matra       | 1:13.88 | +1.11  |
| 12     | 12  | Jochen Mass        | McLaren-Ford       | 1:14.05 | +1.28  |
| 13     | 4   | Patrick Depailler  | Tyrrell-Ford       | 1:14.15 | +1.38  |
| 14     | 16  | Tom Pryce          | Shadow-Ford        | 1:14.23 | +1.46  |
| 15     | 17  | Jean-Pierre Jarier | Shadow-Ford        | 1:14.32 | +1.55  |
| 16     | 6   | Gunnar Nilsson     | Lotus-Ford         | 1:14.35 | +1.58  |
| 17     | 7   | Larry Perkins      | Brabham-Alfa Romeo | 1:14.38 | +1.61  |
| 18     | 34  | Hans-Joachim Stuck | March-Ford         | 1:14.38 | +1.61  |
| 19     | 20  | Arturo Merzario    | Wolf-Williams-Ford | 1:14.41 | +1.64  |
| 20     | 19  | Alan Jones         | Surtees-Ford       | 1:14.60 | +1.83  |
| 21     | 52  | Kazujoši Hošino    | Tyrrell-Ford       | 1:14.65 | +1.88  |
| 22     | 24  | Harald Ertl        | Hesketh-Ford       | 1:15.26 | +2.49  |
| 23     | 30  | Emerson Fittipaldi | Fittipaldi-Ford    | 1:15.30 | +2.53  |
| 24     | 18  | Noritake Takahara  | Surtees-Ford       | 1:15.77 | +3.00  |
| 25     | 21  | Hans Binder        | Wolf-Williams-Ford | 1:17.36 | +4.59  |
| 26     | 21  | Masami Kuwašima    | Wolf-Williams-Ford | 1:17.90 | +5.13  |
| DNQ    | 54  | Tony Trimmer       | Maki-Ford          | 1:30.91 | +18.14 |
| Zdroj: |     |                    |                    |         |        |

## Závod
| Poř.   | No. | Jezdec             | Konstruktér        | Počet kol | Čas/Odstoupení | Pořadí na startu | Body |
| ------ | --- | ------------------ | ------------------ | --------- | -------------- | ---------------- | ---- |
| 1      | 5   | Mario Andretti     | Lotus-Ford         | 73        | 1:43:58.86     | 1                | 9    |
| 2      | 4   | Patrick Depailler  | Tyrrell-Ford       | 72        | + 1 kolo       | 13               | 6    |
| 3      | 11  | James Hunt         | McLaren-Ford       | 72        | + 1 kolo       | 2                | 4    |
| 4      | 19  | Alan Jones         | Surtees-Ford       | 72        | + 1 kolo       | 20               | 3    |
| 5      | 2   | Clay Regazzoni     | Ferrari            | 72        | + 1 kolo       | 7                | 2    |
| 6      | 6   | Gunnar Nilsson     | Lotus-Ford         | 72        | + 1 kolo       | 16               | 1    |
| 7      | 26  | Jacques Laffite    | Ligier-Matra       | 72        | + 1 kolo       | 11               |      |
| 8      | 24  | Harald Ertl        | Hesketh-Ford       | 72        | + 1 kolo       | 22               |      |
| 9      | 18  | Noritake Takahara  | Surtees-Ford       | 70        | + 3 kola       | 24               |      |
| 10     | 17  | Jean-Pierre Jarier | Shadow-Ford        | 69        | + 4 kola       | 15               |      |
| 11     | 51  | Masahiro Hasemi    | Kojima-Ford        | 66        | + 7 kol        | 10               |      |
| Ret    | 3   | Jody Scheckter     | Tyrrell-Ford       | 58        | Přehřátí       | 5                |      |
| Ret    | 21  | Hans Binder        | Wolf-Williams-Ford | 49        | Kolo           | 25               |      |
| Ret    | 16  | Tom Pryce          | Shadow-Ford        | 46        | Energie        | 14               |      |
| Ret    | 9   | Vittorio Brambilla | March-Ford         | 38        | Elektronika    | 8                |      |
| Ret    | 34  | Hans-Joachim Stuck | March-Ford         | 37        | Elektronika    | 18               |      |
| Ret    | 12  | Jochen Mass        | McLaren-Ford       | 35        | Nehoda         | 12               |      |
| Ret    | 28  | John Watson        | Penske-Ford        | 33        | Motor          | 4                |      |
| Ret    | 52  | Kazujoši Hošino    | Tyrrell-Ford       | 27        | Pneumatika     | 21               |      |
| Ret    | 20  | Arturo Merzario    | Wolf-Williams-Ford | 23        | Převodovka     | 19               |      |
| Ret    | 30  | Emerson Fittipaldi | Fittipaldi-Ford    | 9         | Odvolán        | 23               |      |
| Ret    | 8   | Carlos Pace        | Brabham-Alfa Romeo | 7         | Odvolán        | 6                |      |
| Ret    | 1   | Niki Lauda         | Ferrari            | 2         | Odvolán        | 3                |      |
| Ret    | 7   | Larry Perkins      | Brabham-Alfa Romeo | 1         | Odvolán        | 17               |      |
| Ret    | 10  | Ronnie Peterson    | March-Ford         | 0         | Motor          | 9                |      |
| DNS    | 21  | Masami Kuwašima    | Wolf-Williams-Ford |           |                |                  |      |
| DNQ    | 54  | Tony Trimmer       | Maki-Ford          |           |                |                  |      |
| Zdroj: |     |                    |                    |           |                |                  |      |

## Průběžné pořadí po závodě
Pohár jezdců
| Pořadí | Jezdec            | Body |
| ------ | ----------------- | ---- |
| 1      | James Hunt        | 69   |
| 2      | Niki Lauda        | 68   |
| 3      | Jody Scheckter    | 49   |
| 4      | Patrick Depailler | 39   |
| 5      | Clay Regazzoni    | 31   |
| Zdroj: |                   |      |

Pohár konstruktérů
| Pořadí | Konstruktér  | Body    |
| ------ | ------------ | ------- |
| 1      | Ferrari      | 83      |
| 2      | McLaren-Ford | 74 (75) |
| 3      | Tyrrell-Ford | 71      |
| 4      | Lotus-Ford   | 29      |
| 5      | Penske-Ford  | 20      |
| Zdroj: |              |         |